# Pitknasu
Pitknasu ist eine unbewohnte Insel, 110 Meter von der größten estnischen Insel Saaremaa entfernt. Die Insel liegt in der Landgemeinde Saaremaa im Kreis Saare. Sie liegt in der Bucht Kõiguste laht im Kahtla-Kübassaare hoiuala.
Rohunasu ist 40 Meter lang und 15 Meter breit.